# Ostwestfalen-Lippe
Ostwestfalen-Lippe este o regiune în landul Renania de Nord - Westfalia, Germania. Ea se suprapune teritorial cu regiunea administrativă Regierungsbezirk Detmold. Aceasta a luat naștere în anul 1947, după desființarea landului Lippe. Această separare are un caracter istoric, fiind strâns legată de confesiunile catolice și evanghelice. Ostwestfalen-Lippe are cca 2,07 milioane de locuitori și o suprafață ce reprezintă o cincime din suprafața landului Renania de Nord - Westfalia. Orașele mai importante sunt:  Bielefeld, Paderborn, Gütersloh, Minden, cu centrul administrativ Detmold și Herford.